# Cervidellus ankyrus
Cervidellus ankyrus är en rundmaskart. Cervidellus ankyrus ingår i släktet Cervidellus och familjen Cephalobidae. Inga underarter finns listade i Catalogue of Life.